# Васін Володимир Олексійович (спортсмен)
Васін Володимир Олексійович (9 січня 1947) — радянський стрибун у воду.
Олімпійський чемпіон 1972 року, учасник 1964, 1968 років.